# Колонзел
Колонзел (фр. Colonzelle) насеље је и општина у источној Француској у региону Рона-Алпи, у департману Дром која припада префектури Нион.
По подацима из 2011. године у општини је живело 477 становника, а густина насељености је износила 78,71 становника/km². Општина се простире на површини од 6,06 km². Налази се на средњој надморској висини од 162 метара (максималној 204 m, а минималној 132 m).

## Демографија
| 1962. | 1968. | 1975. | 1982. | 1990. | 1999. | 2011. |
| ----- | ----- | ----- | ----- | ----- | ----- | ----- |
| 217   | 234   | 228   | 285   | 397   | 432   | 477   |

График промене броја становника у току последњих година